# Rânghilești-Deal, Botoșani
Rânghilești-Deal este un sat în comuna Santa Mare din județul Botoșani, Moldova, România. Situat  pe malul stâng al Pârâului și pe dreapta Pârâului Corogea. Infiintat in anul 1919.

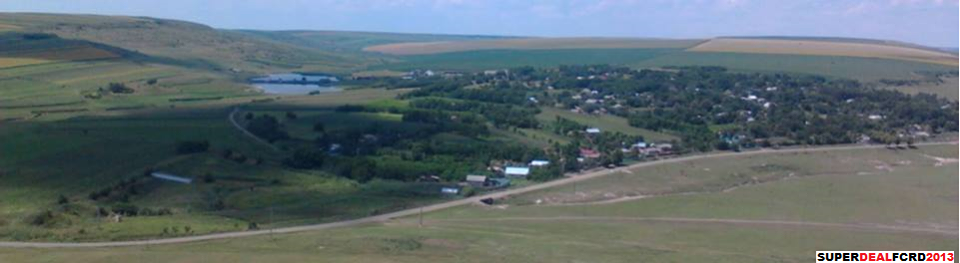
RANGHILESTI DEAL

 Acest articol despre o localitate din județul Botoșani este deocamdată un ciot. Puteți ajuta Wikipedia prin completarea lui.